# Кубок Англії з футболу 1898—1899
Кубок Англії з футболу 1898—1899 — 28-й розіграш найстарішого футбольного турніру у світі, Кубка виклику Футбольної Асоціації, також відомого як Кубок Англії. Вперше титул здобув Шеффілд Юнайтед.

## Перший раунд
| Дата                  | Господарі               | Рахунок | Гості                   |
| --------------------- | ----------------------- | ------- | ----------------------- |
| 28 січня              | Бристоль Сіті           | 2:4     | Сандерленд              |
| 28 січня              | Бернлі                  | 2:2     | Шеффілд Юнайтед         |
| 2 лютого Перегравання | Шеффілд Юнайтед         | 2:1     | Бернлі                  |
| 28 січня              | Ліверпуль               | 2:0     | Блекберн Роверз         |
| 28 січня              | Престон Норт-Енд        | 7:0     | Грімсбі Таун            |
| 28 січня              | Ноттс Каунті            | 2:0     | Кеттерінг               |
| 28 січня              | Ноттінгем Форест        | 2:1     | Астон Вілла             |
| 28 січня              | Венсдей                 | 2:2     | Сток                    |
| 2 лютого Перегравання | Сток                    | 2:0     | Венсдей                 |
| 28 січня              | Вулвергемптон Вондерерз | 0:0     | Болтон Вондерерз        |
| 1 лютого Перегравання | Болтон Вондерерз        | 0:1     | Вулвергемптон Вондерерз |
| 28 січня              | Вест-Бромвіч Альбіон    | 8:0     | Саут Шор                |
| 28 січня              | Евертон                 | 3:1     | Джарроу                 |
| 28 січня              | Смол Хіт                | 3:2     | Манчестер Сіті          |
| 28 січня              | Гінор Таун              | 0:3     | Бері                    |
| 28 січня              | Вулвіч Арсенал          | 0:6     | Дербі Каунті            |
| 28 січня              | Нью Бромптон            | 0:1     | Саутгемптон             |
| 28 січня              | Тоттенгем Готспур       | 1:1     | Ньютон-Гіт              |
| 1 лютого Перегравання | Ньютон-Гіт              | 3:5     | Тоттенгем Готспур       |
| 28 січня              | Глоссоп                 | 0:1     | Ньюкасл Юнайтед         |

## Другий раунд
До другого раунду увійшли переможці першого раунду.
| Дата                   | Господарі            | Рахунок | Гості                   |
| ---------------------- | -------------------- | ------- | ----------------------- |
| 11 лютого              | Престон Норт-Енд     | 2:2     | Шеффілд Юнайтед         |
| 16 лютого Перегравання | Шеффілд Юнайтед      | 2:1     | Престон Норт-Енд        |
| 11 лютого              | Сток                 | 2:2     | Смол Хіт                |
| 15 лютого Перегравання | Смол Хіт             | 1:2     | Сток                    |
| 11 лютого              | Ліверпуль            | 3:1     | Ньюкасл Юнайтед         |
| 11 лютого              | Дербі Каунті         | 2:1     | Вулвергемптон Вондерерз |
| 11 лютого              | Вест-Бромвіч Альбіон | 2:1     | Бері                    |
| 11 лютого              | Евертон              | 0:1     | Ноттінгем Форест        |
| 11 лютого              | Ноттс Каунті         | 0:1     | Саутгемптон             |
| 11 лютого              | Тоттенгем Готспур    | 2:1     | Сандерленд              |

## Третій раунд
До третього раунду увійшли переможці другого раунду. 
| Дата      | Господарі            | Рахунок | Гості             |
| --------- | -------------------- | ------- | ----------------- |
| 25 лютого | Ноттінгем Форест     | 0:1     | Шеффілд Юнайтед   |
| 25 лютого | Сток                 | 4:1     | Тоттенгем Готспур |
| 25 лютого | Вест-Бромвіч Альбіон | 0:2     | Ліверпуль         |
| 25 лютого | Саутгемптон          | 1:2     | Дербі Каунті      |

## Півфінали
У півфіналах зіграли команди, що перемогли на попередньому етапі.
| Дата                    | Господарі       | Рахунок | Гості     |
| ----------------------- | --------------- | ------- | --------- |
| 18 березня              | Дербі Каунті    | 3:1     | Сток      |
| 18 березня              | Шеффілд Юнайтед | 2:2     | Ліверпуль |
| 23 березня Перегравання | Шеффілд Юнайтед | 4:4     | Ліверпуль |
| 30 березня Перегравання | Шеффілд Юнайтед | 1:0     | Ліверпуль |

## Фінал
| 15 квітня 1899 |

| Шеффілд Юнайтед                           | 4:1      | Дербі Каунті |
| ----------------------------------------- | -------- | ------------ |
| Беннетт 60' Бір 65' Альмонд 69' Пріст 89' | Протокол | Боаг 12'     |

| Крістал Пелес, Лондон Глядачів: 73 833 Арбітр: А.Скрагг |